# Мэллори, Джордж Кеннет
Мэллори, Джордж Кеннет (англ. George Kenneth Mallory; 14 февраля 1900 — 1986) — американский патолог, описавший синдром Мэллори-Вейсса.
Родился в Бостоне, Массачусетс 14 февраля 1900 года в семье известного американского патолога Ф. Б. Мэллори. Его старший брат Т. Б. Мэллори — тоже выдающийся патолог. Джордж Кеннет получил медицинское образование в Гарвардской высшей медицинской школе в 1926 году и работал в Институте патологии Мэллори (основанном его отцом и позднее названным в его честь).
Читал лекции в Гарвардской и Бостонской высших медицинских школах. Стал профессором в Бостонской медицинской школе в 1948, и заслуженным профессором в 1966. Основной научный интерес: заболевания печени и почек.